# NGC 6021
NGC 6021 is een elliptisch sterrenstelsel in het sterrenbeeld Slang. Het hemelobject werd op 21 maart 1784 ontdekt door de Duits-Britse astronoom William Herschel.

## Gamma Serpentis (41 Serpentis)
De stelsels NGC 6021 en NGC 6018 bevinden zich, vanaf de aarde gezien, iets minder dan een halve graad ten noordoosten van de dubbelster Gamma Serpentis (41 Serpentis). Amateurastronomen kunnen 41 Serpentis aanwenden als gidsdubbelster om beide stelsels op te zoeken.

## Synoniemen
- UGC 10102
- MCG 3-41-5
- ZWG 108.17
- PGC 56482